# Слободян Юлія Анатоліївна
Ю́лія Анатоліївна Слободя́н (25 вересня 1992, Львів) — українська спортсменка, художня гімнастка. Майстер спорту України міжнародного класу. Срібна та бронзова призерка етапу Кубка світу 2008 в групових вправах. Фіналістка Олімпійських ігор у Пекіні 2008 року (8 місце).
Народилася 25 вересня 1992 у Львові.
Ріст — 174 см.
Вага — 50 кг.
Закінчила Республіканське вище училище фізичної культури та спорту у 2009 році.
Перший тренер — Олена Єресько.
Тренери — Ірина Дерюгіна, Альбіна Дерюгіна
Хобі — колекціонування акредитацій зі змагань, вишивання.